# Bouhans-lès-Lure
Bouhans-lès-Lure település Franciaországban, Haute-Saône megyében. Lakosainak száma 273 fő (2022. január 1.). Bouhans-lès-Lure Quers, Amblans-et-Velotte, Adelans-et-le-Val-de-Bithaine, Lure és Magny-Vernois községekkel határos.

## Népesség
A település népességének változása:
| Lakosok száma | 329  | 324  | 328  | 323  | 321  | 324  | 307  | 290  | 273  |
|               | 2013 | 2015 | 2016 | 2017 | 2018 | 2019 | 2020 | 2021 | 2022 |